# Вольфрамат калия
Вольфрамат калия — неорганическое соединение, соль калия и вольфрамовой кислоты с формулой K2WO4,
бесцветные кристаллы, 
растворимые в воде, образует кристаллогидрат.

## Получение
- Растворением оксида вольфрама(VI) в растворе или расплаве гидроксида калия.

{\displaystyle {\mathsf {WO_{3}+2KOH\rightarrow K_{2}WO_{4}+H_{2}O}}}
- Сплавлением карбоната калия с оксидом вольфрама (VI):

{\displaystyle {\mathsf {WO_{3}+K_{2}CO_{3}\rightarrow K_{2}WO_{4}+CO_{2}}}}

## Применение
Восстановлением порошкообразным оловом вольфрамата калия в соляной кислоте получают хлорид дивольфрама-трикалия

## Физические свойства
Вольфрамат калия образует бесцветные кристаллы.
Хорошо растворяется в воде, плохо растворяется в этаноле.
Образует кристаллогидрат состава K2WO4•2H2O, бесцветные кристаллы с плотностью 3,11 г/см³.